# Хуан Гочан
Хуан Гочан (кит. трад. 黃國昌, пиньинь Huáng Guóchāng; хокло N̂g Kok-chhiong) — учёный-юрист, активист и политический деятель Китайской Республики. Член Законодательного Юаня от Народной партии Тайваня в 2016—2020 года и с 2024 года. Занимает пост председателя партии с 2025 года.
Хуан Гочан окончил Национальный университет Тайваня и получил степень магистра и доктора права в Корнельском университете в США. Он был ведущей фигурой в студенческом движении «Подсолнух» 2014 года, затем стал лидером партии Новая Сила, представлял 12-й избирательный округ города Новый Тайбэй с 2016 по 2020 год от этой партии.